# Gasthorpe
Gasthorpe – wieś w Anglii, w Norfolk. W 1931 wieś liczyła 68 mieszkańców. Gasthorpe jest wspomniana w Domesday Book (1086) jako Gadesthorp/Gatesthor(p).